# Уэствуд, Ли
Ли Джон Уэ́ствуд (англ. Lee John Westwood, 24 апреля 1973, Уорксоп, Ноттингемшир, Англия) — английский гольфист, лидер мирового рейтинга с 31 октября 2010 года по 26 февраля 2011 года (второй англичанин, возглавивший мировой рейтинг после сэра Ника Фалдо). Трижды (1998, 2000, 2009) признавался игроком года Европейского тура PGA (англ. PGA European Tour). Был в тройке лучших всех 4 «мейджоров», но не выиграл ни одного. 7-кратный участник Кубка Райдера от Европы и 5-кратный его победитель.

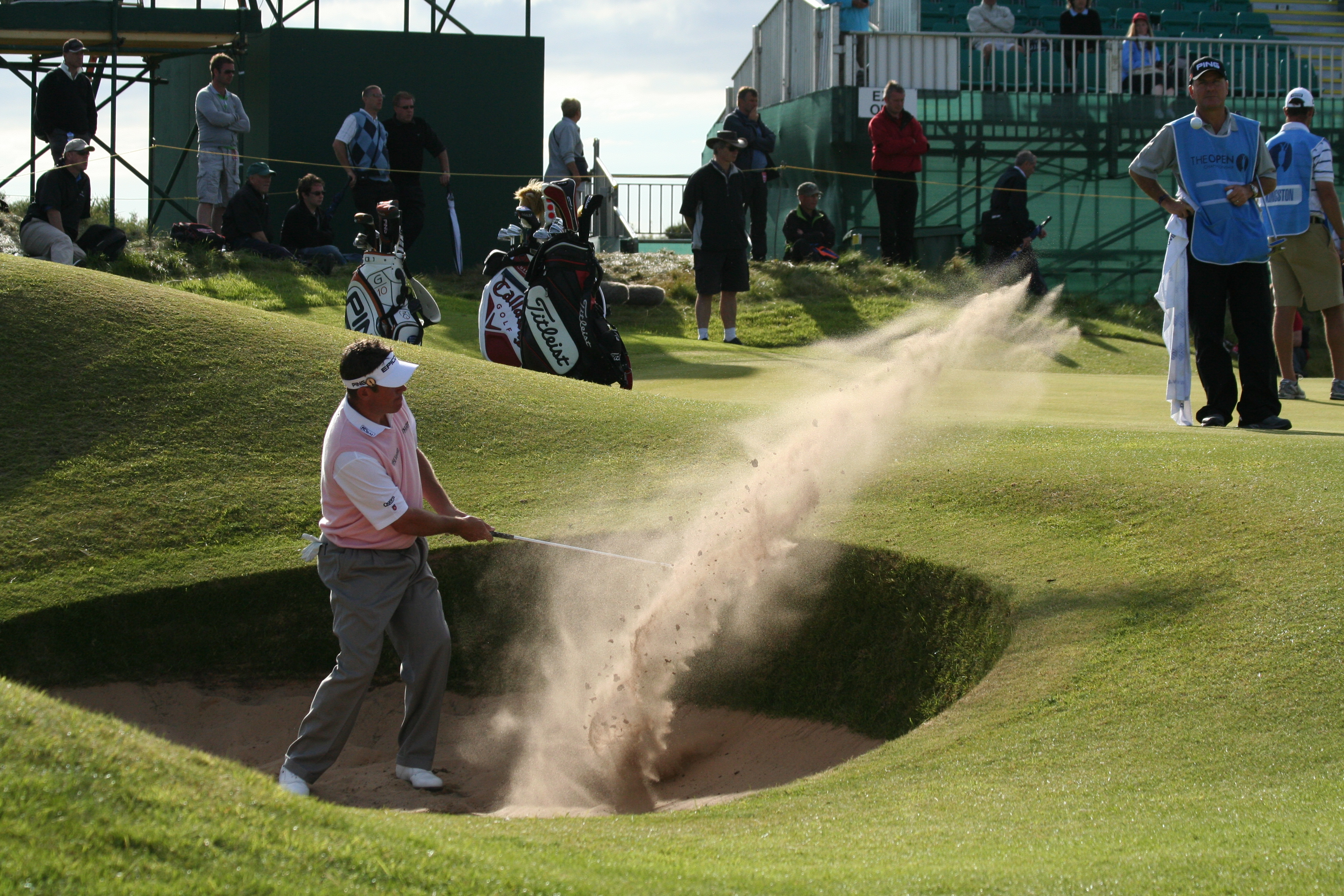
Удар Уэствуда из бункера (2008 год)

Профессионал с 1993 года. Уэствуд считался подающим большие надежды в конце 1990-х годов: в 1998 году он поделил седьмое место на US Open, а на следующий год поделил шестое место на Мастерсе. В 2000 году Ли поделил шестое место на US Open. В 1998—2000 годах Уэствуд выиграл также 12 турниров Европейского тура. Начиная с 2000 года у Уэствуда начался спад. Лишь в 2004 году Ли напомнил о себе, заняв 4-е место на открытом чемпионате Британии. 
Новый подъём в карьере англичанина начался в 2007 году, когда он выиграл 2 турнира Европейского тура. В 2008 году он стал третьим на US Open, на следующий год он поделил третье место, как на открытом чемпионате Британии, так и на чемпионате PGA. В 2010 году Уэствуд финишировал вторым на Мастерсе, уступив только знаменитому Филу Микельсону (который в третий раз выиграл Мастерс), а затем стал вторым на открытом чемпионате Британии вслед за южноафриканцем Луи Остхёйзеном.
Всего за карьеру выиграл 20 турниров Европейского тура, занимая 10-е место по количеству побед в истории этого тура (второе место среди англичан после Ника Фалдо с 30 победами).
На рубеже 2010 и 2011 годов на протяжении 17 недель возглавлял мировой рейтинг, после чего в конце зимы был смещён с первой строчки 26-летним немцем Мартином Каймером.
В 1999 году женился на сестре шотландского гольфиста Эндрю Колтарта Лоре. У пары двое детей: Сэмюел Беван (род. 2001) и Поппи Грейс (род. 2004). В футболе Уэствуд поддерживает «Ноттингем Форест».